# Nuri Şahin
Nuri Şahin [ˈʃahin] (Schreibweise auch Nuri Sahin; * 5. September 1988 in Lüdenscheid) ist ein türkisch-deutscher Fußballtrainer und ehemaliger -spieler.
Şahin begann beim RSV Meinerzhagen mit dem Fußballspielen und wechselte 2001 mit 12 Jahren in die Jugend von Borussia Dortmund, für deren Profimannschaft er mit Unterbrechungen von 2005 bis 2018 aktiv war. In seiner Debütsaison stellte Şahin für Borussia Dortmund, die Bundesliga und die Türkei mehrere Altersrekorde auf und galt als eines der vielversprechendsten Talente Europas. Nachdem er sich in den Folgejahren als Stammkraft im defensiven und offensiven Mittelfeld etabliert hatte, war Şahin 2010/11 maßgeblich für den Gewinn der Deutschen Meisterschaft mitverantwortlich und wechselte nach der Saison zu Real Madrid. Dort kam er jedoch nicht zum Zug und fand 2013 über den FC Liverpool als Umweg zurück nach Dortmund, wo er von den Anhängern als „verlorener Sohn“ gefeiert wurde, im selben Jahr das Finale der UEFA Champions League erreichte und in den Folgejahren mehrmals Vizemeister wurde.
Von 2005 bis 2017 spielte er zudem für die türkische A-Nationalmannschaft, für die er an der Europameisterschaft 2016 teilnahm.
Zwischen Juli 2024 und Januar 2025 war er Cheftrainer bei Borussia Dortmund, nachdem er zuvor zwischen Januar und Juni 2024 bereits Teil des Trainerstabs von Edin Terzić gewesen war.

## Leben
Şahins Eltern stammen aus der türkischen Stadt Kaman in Zentralanatolien. 1988 wurde er im südwestfälischen Lüdenscheid geboren und wuchs im nahegelegenen Meinerzhagen auf. Er besuchte das Evangelische Gymnasium in Meinerzhagen bis zur Mittleren Reife, anschließend zog er nach Dortmund. Şahin ist seit 2007 mit seiner Cousine verheiratet. Am 13. September 2011 kam ihr gemeinsamer Sohn zur Welt.
Nach dem Gewinn der Deutschen Meisterschaft 2011 wurde Şahin bei einem Empfang im Dortmunder Rathaus die deutsche Staatsangehörigkeit verliehen.

## Spielerkarriere

### Vereine

#### Anfänge und Aufstieg zum BVB-Profi
Schon im Alter von vier Jahren trat Şahin beim lokalen Verein RSV Meinerzhagen ein. Mit zwölf Jahren wechselte er schließlich in die Jugendabteilung von Borussia Dortmund, auch kurz BVB genannt. Şahin ist schon immer Fan der Dortmunder gewesen. Gegenüber der türkischen Nachrichtenagentur „DHA“ tätigte er im November 2020 folgende Aussage: „So wie Kinder in der Türkei Galatasaray-, Beşiktaş- oder Fenerbahçe-Anhänger sind, bin ich Borussia Dortmund-Fan.“ Nachdem er bei der U17-EM 2005 zum besten Spieler des Turniers gewählt worden war, waren einige englische Vereine wie der FC Arsenal, der FC Chelsea oder Manchester United an ihm interessiert. Arsène Wenger, langjähriger Trainer des FC Arsenal, bezeichnete ihn als weltweit größtes Talent unter 18 Jahren. Arsenal bot drei Millionen Euro für den damals 16-Jährigen, doch Borussia Dortmund lehnte diese Offerte ab.
Im Sommer 2005 wurde Şahin unter anderem aufgrund der finanziellen Probleme des Vereins mit einigen weiteren Jugendspielern unter Trainer Bert van Marwijk direkt aus der B-Jugend in den Profikader übernommen. Schon am 23. Juli 2005 wurde er im Drittrundenrückspiel des UI-Cup 2005 gegen Sigma Olmütz in der 67. Minute für Marc André Kruska eingewechselt und feierte auf diese Weise sein Pflichtspieldebüt für Borussia Dortmund. Damit war er gleichzeitig der bis dahin jüngste Dortmunder Europapokalspieler. Dieser Rekord hatte bis zum 8. Dezember 2020 bestand und wurde an diesem Tag durch die Einwechslung des BVB-Jungprofis Youssoufa Moukoko in der Champions League egalisiert. Am 6. August 2005 kam Şahin mit 16 Jahren und 335 Tagen gegen den VfL Wolfsburg gleich in der Startelf zu seinem Bundesligadebüt und löste damit Jürgen Friedl als jüngsten Bundesligaspieler überhaupt ab. Erst 2020 wurde dieser Rekord ebenfalls von Youssoufa Moukoko gebrochen, der – auch im BVB-Trikot – einen Tag nach seinem 16. Geburtstag in der Bundesliga debütierte. Da Şahin bis zu seinem 18. Lebensjahr noch keinen Profivertrag unterschreiben durfte, mussten seine Eltern vor jedem Spiel einem Einsatz zustimmen. Am 26. November 2005 erzielte er in Nürnberg sein erstes Bundesligator und löste damit im Alter von 17 Jahren und 82 Tagen Lars Ricken und Ibrahim Tanko als bis dahin jüngste Bundesliga-Torschützen ab. Der Rekord wurde erst am 6. Juni 2020 vom Leverkusener Florian Wirtz unterboten. Seine Debütsaison beendete Şahin mit 23 Bundesligaeinsätzen und einem Tor.

#### Leihe nach Rotterdam und Rückkehr
Im Sommer 2007 gab Borussias neuer Trainer Thomas Doll zu erkennen, nicht mehr mit Şahin zu planen. Daher wechselte dieser auf Leihbasis für eine Spielzeit zu Feyenoord Rotterdam, dem Verein seines Förderers und ehemaligen Trainers bei der Borussia, Bert van Marwijk. Sein Debüt absolvierte er beim 3:0-Sieg gegen den FC Utrecht am 19. August 2007 (1. Spieltag). Bereits in seinem zweiten Spiel für Feyenoord beim 5:0-Sieg gegen den NAC Breda schoss der Mittelfeldspieler zwei Tore und bereitete ein weiteres vor. Über die gesamte Saison erzielte er in 29 Ligaspielen sechs Tore und wurde niederländischer Pokalsieger.
Im Sommer 2008 kehrte er wieder zur Borussia zurück, verpasste auf Grund einer Sprunggelenkverletzung jedoch weite Teile der Vorbereitung unter dem neuen Vereinstrainer Jürgen Klopp. In den ersten 13 Saisonspielen der Saison 2008/09 kam er so lediglich auf einen Startelfeinsatz. Zur Rückrunde etablierte er sich jedoch als Stammspieler und schloss die Saison mit zwei Toren und fünf Torvorlagen ab.
In der Folgesaison nahm Klopp nach einer Verletzung von Spielmacher Tamás Hajnal ab dem 9. Spieltag eine Systemumstellung vom „4-4-2“ zu einem „4-2-3-1“ vor. Şahin, der bis dahin die linke Seite der Mittelfeldraute besetzt hatte, spielte fortan als einer von zwei defensiven Mittelspielern und brachte es von dieser Position in 33 Startelfeinsätzen während der Saison 2009/10 auf vier Tore und acht Torvorlagen. In der Saison 2010/11 erzielte er in 40 Pflichtspielen acht Tore und gab 13 Torvorlagen. Mit Borussia Dortmund wurde er am Saisonende Deutscher Meister und Şahin gehörte zu den Schlüsselspielern der Mannschaft und galt auf Sechser-Position als „verkappte[r] Spielmacher“. Die Spielergewerkschaft VDV wählte Şahin zum „Spieler der Saison“.

#### Real Madrid und FC Liverpool
Zur Saison 2011/12 wechselte Şahin zu Real Madrid in die Primera División. Bei den Spaniern unterschrieb er einen Sechsjahresvertrag bis zum 30. Juni 2017. Bedingt durch eine Ausstiegsklausel kostete er Real Madrid rund zehn Millionen Euro.
Wegen einer Verletzung fiel Şahin jedoch zu Saisonbeginn länger aus und verpasste einen Großteil der Vorbereitung. Sein 23-minütiges Debüt in der Primera División gab er im Rahmen eines 7:1-Heimsieges erst am 12. Spieltag gegen CA Osasuna. Anschließend wurde er in der Liga erst am 30. Spieltag wieder berücksichtigt. Am 34. Spieltag stand Şahin gegen Sporting Gijón erstmals in einem Ligaspiel in der Startelf, wurde aber nach einer unauffälligen Leistung ebenso in der Halbzeit ausgewechselt wie am 37. Spieltag bei seinem vierten und letzten Ligaspiel in der Spielzeit 2011/12. Zu diesem Zeitpunkt stand Real Madrid bereits als spanischer Meister fest. Sein erstes und einziges Tor in seinem Premierenjahr bei Real Madrid erzielte Şahin in der Copa del Rey gegen den Drittligisten SD Ponferradina.
Am 25. August 2012 wechselte Şahin leihweise für die Spielzeit 2012/13 zum FC Liverpool. Am 26. September 2012 erzielte er seine ersten beiden Pflichtspieltore für Liverpool im League Cup, die dem Titelverteidiger einen 2:1-Sieg bei West Bromwich Albion brachten. Sein erstes Premier-League-Tor folgte am 29. September 2012 im Auswärtsspiel bei Norwich City. Liverpool gewann das Spiel mit 5:2, Şahin bereitete zwei weitere Treffer vor. Nichtsdestotrotz gelang es Şahin nicht, sich in Liverpool durchzusetzen. Im November 2012 verlor er seinen Stammplatz und kam bis Januar 2013 auf lediglich sieben Einsätze in Premier League und auf vier absolvierte Spiele in der UEFA Europa League. Am 11. Januar 2013 wurde der Leihvertrag aufgelöst.

#### Rückkehr zum BVB
Am selben Tag wurde Şahin bei seinem alten Verein Borussia Dortmund als Neuzugang vorgestellt. Die Borussia lieh Şahin zunächst für 18 Monate bis zum 30. Juni 2014 von Real Madrid aus und nutzte im Anschluss an das Leihgeschäft eine vereinbarte Kaufoption. Şahins Rückkehr stand im Rahmen eines großen medialen Echos; unter anderem wurde der Wechsel als „Transferhammer“ oder „Transfercoup“ bezeichnet. Der „verlorene Sohn“ sei „glücklich, wieder zu Hause zu sein“, und erhielt die Rückennummer 18, da seine bisherige Nummer 8 an İlkay Gündoğan vergeben war. Sein erstes Spiel nach seiner Rückkehr absolvierte er am 19. Januar beim 5:0-Sieg bei Werder Bremen, als er in der 84. Minute für Sebastian Kehl eingewechselt wurde. Beim 5:1-Sieg gegen den SC Freiburg erzielte Sahin zwei Tore und bereitete ein weiteres vor. Mit Borussia Dortmund wurde er Vizemeister. Sportlicher Höhepunkt in seinem ersten halben Jahr beim BVB war das Erreichen des Endspiels der Champions League. Dies verlor man in einem rein deutschen Endspiel mit 1:2 gegen Bayern München.
Wegen der Verletzung seines Konkurrenten İlkay Gündoğan, der infolge einer Stauchung der Wirbelsäule ab dem zweiten Spieltag der Saison 2013/14 ausfiel, und seinen Leistungen in der Hinrunde, die ihm den Titel „Sechser der Hinrunde“ beschert hatten, etablierte Şahin sich erneut als Stammkraft im defensiven Mittelfeld des BVB. Er absolvierte alle 34 Partien und erzielte zwei Tore; sein Tor beim 3:1-Sieg gegen den FC Schalke 04 wurde zum „Tor der Hinrunde“ gewählt.
Die Vorbereitung auf die Saison 2014/15 war von Verletzungen geprägt; so musste er wegen einer Kapselreizung im Knie und einer Sehnenentzündung aussetzen. Im September 2014 wurde an Şahins linkem Knie entzündetes Gewebe entfernt. Nach der Operation fiel er rund neun Wochen aus und kehrte am 12. November 2014 ins Mannschaftstraining zurück. Nachdem er sieben Ligaspiele absolviert hatte, wurde bei Şahin im März 2015 eine Sehnenansatzreizung im oberen Adduktorenbereich diagnostiziert, woraufhin er für den Rest der Saison und für die ganze Hinrunde der Saison 2015/16 ausfiel. Nach fast einem Jahr Pause gab er am 18. Februar 2016 beim Europa-League-Spiel gegen den FC Porto sein Comeback. Nach Gündoğans Wechsel zu Manchester City erhielt Şahin seine alte Rückennummer 8 zurück. Am 25. April 2017 verlängerte Şahin seine Vertragslaufzeit beim BVB vorzeitig um ein weiteres Jahr bis zum 30. Juni 2019.

#### Werder Bremen und Antalyaspor
Nachdem sich Şahin in der Vorbereitung unter dem neuen Trainer Lucien Favre nicht für regelmäßige Einsätze hatte empfehlen können, wurde sein Vertrag beim BVB vorzeitig aufgelöst und er wechselte am 31. August 2018 innerhalb der Bundesliga zu Werder Bremen. Als Sechser war er ursprünglich als Nachfolger von Thomas Delaney vorgesehen, wechselte sich jedoch zunächst auf dieser Position mit Philipp Bargfrede ab und kam in seiner ersten Saison auf 23 Pflichtspiele, in denen er je einen Treffer erzielte und vorbereitete. Im DFB-Pokal scheiterte der Deutschtürke mit Werder im Halbfinale am späteren Sieger Bayern München. In der Hinrunde der Saison 2019/20 war Şahin Stammspieler, verlor seinen Platz im Februar 2020 aber zugunsten einer Doppelsechs, die nun Davy Klaassen und Maximilian Eggestein bildeten. Nach 17 Saisonspielen für Bremen, in denen er vier Tore vorbereitet hatte, fiel der Mittelfeldspieler Anfang Juni aufgrund einer Hüftverletzung langfristig aus. Die Mannschaft befand sich bereits seit dem Ende der Hinserie im Abstiegskampf.
Nach Vertragsende wechselte Şahin am 19. August 2020 in die türkische Süper Lig zum Antalyaspor, wo er einen Zweijahresvertrag unterschrieb. Im Oktober 2021 wurde er vom Klub zum fußballerischen Teamchef der ersten Mannschaft ernannt, nachdem der Verein zuvor den Cheftrainer Ersun Yanal entlassen hatte. Ihm wurde dabei angeboten, als Spielertrainer zu agieren. Şahin entschied sich Mitte Oktober 2021 jedoch ausschließlich für den Teamchefposten und beendete seine Spielerkarriere.

### Nationalmannschaft
Im Mai 2005 wurde Şahin mit der türkischen U-17-Nationalmannschaft Europameister und wurde zum besten Spieler des Turniers gewählt. Bei der im Herbst 2005 stattfindenden U-17-Weltmeisterschaft erreichte er mit der Türkei den vierten Platz und gewann als drittbester Spieler des Turniers den „Bronzenen Ball“ und als zweitbester Torschütze (vier Tore) den „Silbernen Schuh“.
Am 8. Oktober 2005 hatte Şahin seinen ersten Einsatz in der türkischen Nationalmannschaft, als er in der 85. Minute der Partie gegen Deutschland (Freundschaftsspiel) eingewechselt wurde und kurz darauf in der 89. Minute das Tor zum 2:0 schoss. Damit löste Şahin Emre Belözoğlu (am 23. Februar 2000 gegen Norwegen, damals 19 Jahre alt) als jüngsten türkischen Nationalspieler ab und wurde außerdem der jüngste Torschütze in der Nationalmannschaft. Für die Europameisterschaft 2008 wurde er vom damaligen Trainer Fatih Terim nicht berücksichtigt. In der Qualifikation für die EM 2012 kam er unter Guus Hiddink zu nur drei Einsätzen.
Im November 2011 erklärte Şahin, nicht mehr für die Nationalmannschaft zu spielen, solange diese von Hiddink trainiert werde. Nachdem sich noch im selben Monat der türkische Verband von Hiddink getrennt hatte und Abdullah Avcı neuer Nationaltrainer geworden war, gab Şahin am 29. Februar 2012 nach einer fast einjährigen Pause im Freundschaftsspiel gegen die Slowakei (1:2) sein Comeback. Bei der Fußball-Europameisterschaft 2016 in Frankreich wurde er in das türkische Aufgebot aufgenommen. Nur in der zweiten Partie gegen Spanien wurde er zur Halbzeit eingewechselt, als es bereits 2:0 für den Titelverteidiger stand. Die Partie endete 0:3 und Şahin blieb im dritten Spiel wieder auf der Bank. Nach der Gruppenrunde war das Turnier für das Team beendet.
Am 2. November 2017 gab Şahin seinen Rücktritt aus der türkischen Nationalmannschaft bekannt.

## Trainerkarriere

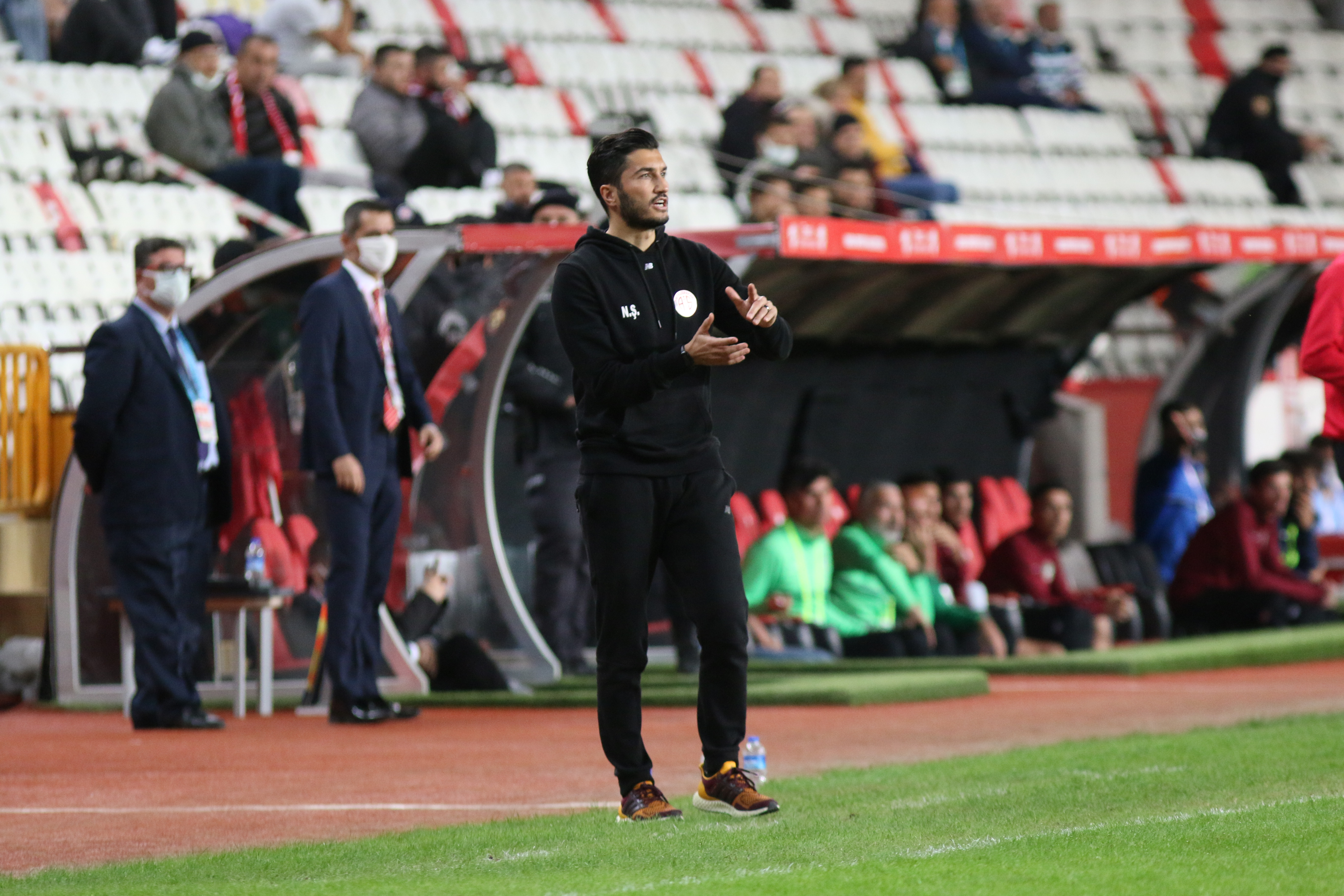
Şahin als Teamchef in Antalyaspor (2021)

Seit Mai 2015 war Şahin Co-Trainer des RSV Meinerzhagen. Sein Bruder Ufuk trat parallel dazu beim Oberligisten als Spieler in Erscheinung.
Am 5. Oktober 2021 wurde Şahin beim türkischen Erstligisten Antalyaspor, für den er bis zuletzt gespielt hatte, zum Teamchef bestimmt und folgte damit auf den entlassenen Cheftrainer Ersun Yanal. Das Team hatte zu diesem Zeitpunkt nach einem enttäuschenden Saisonstart unter Yanal nach acht Spieltagen nur zweimal gewonnen. Im weiteren Saisonverlauf gelang der Mannschaft ab dem 23. Spieltag bis zum Saisonende eine Serie ohne Niederlage, woraufhin sie letztendlich noch auf dem 7. Platz landete. Die Spielzeit 2022/23 beendete Antalyaspor hingegen mit einem Punkt Vorsprung auf den ersten Abstiegsplatz.
Zum 1. Januar 2024 kehrte Şahin gemeinsam mit einem weiteren Ex-Spieler Dortmunds, Sven Bender, zum BVB zurück. Beide stießen zum Bundesligateam von Trainer Edin Terzić und dessen Assistenten Sebastian Geppert. Gemeinsam erreichte das Gespann mit der Mannschaft in der Liga Platz 5 und in der Champions League das Endspiel. Zur Spielzeit 2024/25 wurde Şahin zum Cheftrainer befördert, nachdem Terzić den Verein auf eigenen Wunsch verlassen hatte. Şahin unterschrieb einen bis zum 30. Juni 2027 gültigen Vertrag. Allerdings gelang es ihm nicht, die in ihn gesetzten Erwartungen zu erfüllen und er stand wegen ausbleibender Erfolge und mangelnder Konstanz des Teams bereits früh in der Kritik. Nachdem Borussia Dortmund unter Şahin im Kalenderjahr 2025 die ersten vier Spiele alle verloren hatte – beispielsweise mit 2:4 gegen den Aufsteiger und Tabellenvorletzten Holstein Kiel – wurde dieser als Cheftrainer Ende Januar 2025 freigestellt.

„Wir schätzen Nuri Şahin und seine Arbeit sehr, haben uns eine lange Zusammenarbeit gewünscht und hatten bis zuletzt die Hoffnung, dass wir gemeinsam die sportliche Wende schaffen. Nach vier Niederlagen in Serie, bedingt durch lediglich einen Sieg aus den vergangenen neun Spielen und als aktueller Tabellenzehnter der Bundesliga, haben wir aber leider den Glauben daran verloren, in der gegenwärtigen Konstellation noch unsere sportlichen Ziele erreichen zu können.“

## Erfolge
- Feyenoord Rotterdam
  - Niederländischer Pokalsieger: 2008

- Borussia Dortmund
  - Deutscher Meister: 2011
  - DFB-Pokal-Sieger: 2017
  - UEFA-Champions-League-Finalist: 2013
  - DFL-Supercup-Sieger: 2013, 2014

- Real Madrid
  - Spanischer Meister: 2012

- Türkische Nationalmannschaft
  - U17-Europameister: 2005

### Auszeichnungen
- VDV-Spieler der Saison: 2010/11[70]
- kicker-Spieler der Saison: 2010/11[71]
- Kicker des Jahres – Mittelfeld: 2011
- U17-Europameisterschaft 2005: Bester Spieler
- U17-Weltmeisterschaft 2005: „Silberner Schuh“ (zweitbester Torschütze), „Bronzener Ball“ (drittbester Spieler)[72]
- Mitglied der VDV 11: 2010/11
- BVB-Spieler der Saison 2010/11[73]

### Rekorde
- Seinerzeit jüngster Bundesligaspieler mit einem Alter von 16 Jahren und 335 Tagen (am 21. November 2020 von Youssoufa Moukoko abgelöst)
- Seinerzeit jüngster Bundesligatorschütze mit einem Alter von 17 Jahren und 82 Tagen (am 6. Juni 2020 von Florian Wirtz abgelöst)
- Jüngster türkischer Nationalspieler mit einem Alter von 17 Jahren und 33 Tagen.
- Jüngster türkischer Nationalmannschaftstorschütze mit einem Alter von 17 Jahren und 33 Tagen.
- Seinerzeit jüngster Europacup-Spieler des BVB mit einem Alter von 16 Jahren und 321 Tagen[74] (am 8. Dezember 2020 von Youssouffa Moukoko abgelöst[75])

## Engagement
Şahin unterstützt als Botschafter die Initiative Respekt! Kein Platz für Rassismus. Zudem unterstützt er zusammen mit Marcell Jansen und Holger Badstuber den bundesweiten Mathematikwettbewerb „Mathe macht das Tor“.